# Gouvernement de Novgorod
Pour les articles homonymes, voir Novgorod (homonymie).
1727–1927
Entités précédentes :
- Gouvernement de Saint-Pétersbourg

Entités suivantes :
- Oblast de Léningrad

Le gouvernement de Novgorod (en russe : Новгородская губерния) est une division administrative et territoriale de l’Empire russe, puis de la Russie soviétique, située dans le Nord de la Russie européenne, avec pour capitale Novgorod. Créé en 1727, le gouvernement exista jusqu’en 1927.

## Géographie
Le gouvernement de Novgorod était bordé par les gouvernements d’Olonets, de Vologda, Iaroslavl, Tver, Pskov et Saint-Pétersbourg.
Le territoire du gouvernement de Novgorod (dans ses frontières de 1914) se trouve réparti au XXIe siècle entre les oblasts de Novgorod et de Vologda.

## Histoire
Le « gouvernement » est créé en 1727. En 1776, le gouvernement devient une province (namestnitchestvo) mais retrouve sa forme de gouvernement en 1796. En août 1927, le gouvernement est supprimé et son territoire fait ensuite partie de l’oblast de Léningrad.

## Subdivisions administratives
Au début du XXe siècle, le gouvernement de Novgorod était divisé en onze ouïezds : Belozersk, Borovitchi, Valdaï, Demiansk, Kirillov, Kresttsy, Novgorod, Staraïa Roussa, Tikhvine, Oustioujna et Tcherepovets.

## Population
En 1897, la population du gouvernement de Novgorod comptait 1 367 022 habitants, dont 96,8 % de Russes et des minorités lettone, allemande, juive, vespe et carélienne.